# Homo longi

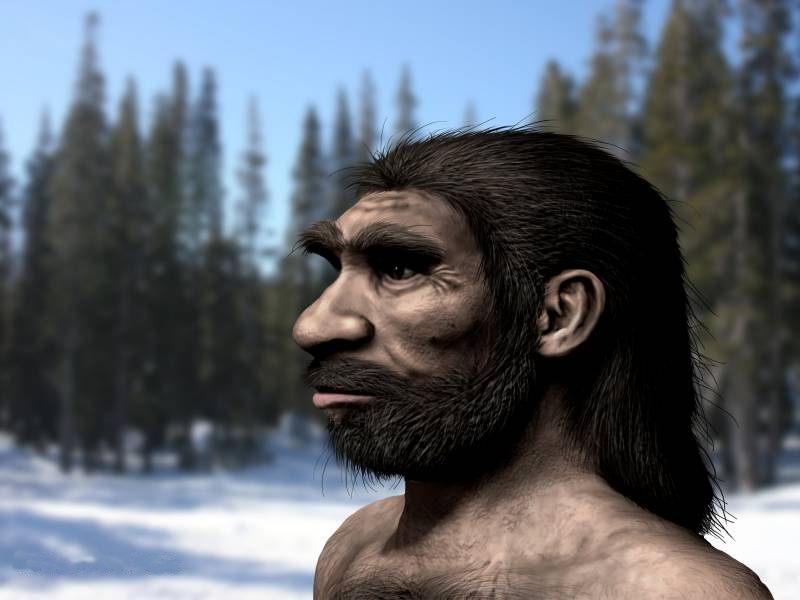
Homo longi

Homo longi is een uitgestorven mensensoort die tijdens het Midden-Pleistoceen leefde in het gebied van het huidige China. De naam, die nog niet algemeen is aanvaard, werd voorgesteld in 2021. Vier jaar later bleek uit mitochondriaal DNA en eiwitmateriaal dat de Denisovamens identiek zou kunnen zijn aan Homo longi. Mogelijk kunnen ook de Dalimens of andere archaïsche Chinese fossielen aan de soort worden toegewezen. In het eerste geval heeft de naam Homo daliensis prioriteit.

## Vondst en naamgeving
In 1933 vond een arbeider bij de aanleg van de Dongjiangspoorbrug over de Songhua in Harbin een fossiele mensenschedel. Indertijd lag de stad op het grondgebied van Mantsjoekwo, een Japanse vazalstaat. Door de vondst van de Pekingmens in 1929 was het belang van zulke fossielen algemeen bekend geworden en de arbeider besloot dit stuk Chinees erfgoed niet aan zijn Japanse baas te melden maar te beschermen, of misschien voor eigen gewin veilig te stellen, door het te verbergen in een oude put, een traditionele Chinese methode om schatten te verstoppen. Toen de Japanners verdreven waren, durfde hij niet te onthullen dat hij voor ze gewerkt had en liet de schedel dus maar zitten. Pas kort voor zijn dood in 2018 verklapte hij het geheim aan zijn kleinkinderen die de schedel tevoorschijn haalden. Fossielen zijn in China staatseigendom; paleontoloog Ji Qiang overtuigde datzelfde jaar de familie ervan de schedel vrijwillig voor studie af te staan aan de Hebei GEO University.

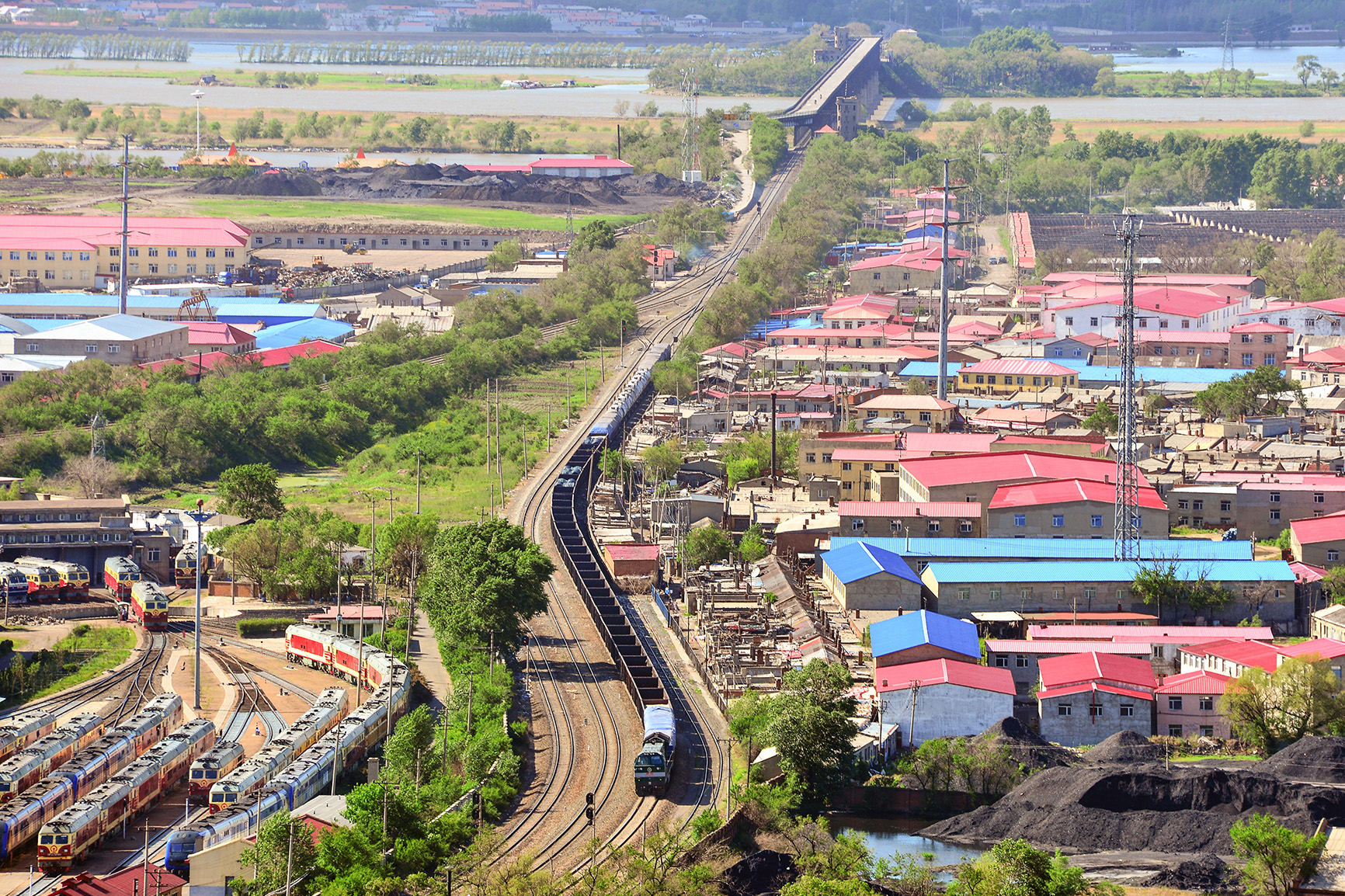
De omgeving van de spoorbrug, zichtbaar in de verte

Het team dat de vondst bestudeerde, zag duidelijke overeenkomsten met de eveneens in China gevonden Dalimens. Die was ooit benoemd als Homo sapiens daliensis.  Zou men beide vondsten in eenzelfde nieuwe soort willen onderbrengen dan zou daarvoor Homo daliensis de geldige naam zijn. De meeste leden van de onderzoeksgroep vonden echter dat er duidelijk bewijs was dat de Dalimens een eerdere aftakking vertegenwoordigde en dat de Harbinschedel daarom beter als een eigen soort kon worden benoemd.
In 2021 werd de soort Homo longi benoemd en beschreven door Ji Qiang, Wu Wensheng, Ji Yannan, Li Qiang en Ni Xijun. De soortaanduiding longi verwijst naar de provincie Heilongjiang, waarvan de naam weer afgeleid is van long jiang, "drakenrivier". In de pers werd de soort daarom wel aangeduid als de  "drakenmens" of Dragon Man. Omdat de naam gepubliceerd werd in een elektronisch tijdschrift, was een Life Science Identifier nodig voor de geldigheid ervan; deze is B2179E99-5CDF-44DA-A1F1-A2BBAFB47185.
Het holotype, HBSM2018-000018(A), is gevonden in een laag van de bovenste Huangshanformatie waarvan de datering onzeker is maar die, afgaande op een uranium-thoriumdatering van het fossiel zelf, vermoedelijk minstens 148 000 jaar oud is, ± tweeduizend jaar zodat de leeftijd ook wel als 146 000 jaar wordt gegeven. De exacte herkomst van de schedel is onzeker. Het team onderzocht de geologie rond de brug nauwkeurig en concludeerde dat die in ieder geval strata uit het middelste Pleistoceen vertegenwoordigde. Het holotype bestaat uit een vrij complete schedel, zonder onderkaken. Niets van het postcraniaal skelet is aangetroffen. De schedel toont geen vervorming. De meeste tanden zijn echter afwezig op één kies na aan de linkerzijde, een bovenste tweede molaar. Er werden in het benoemende artikel geen conclusies getrokken ten aanzien van de sekse maar in een begeleidend artikel stelde men dat het een man was van tegen de vijftig jaar omdat het tepelbeen groot is als bij een man en de beennaden en slijtage van het gebit wijzen op een gevorderde leeftijd.
Onder voorbehoud werd een in 1980 bij Xiahe gevonden mandibula, paar vergroeide linker- en rechteronderkaken, aan H. longi toegewezen, vanwege de overeenkomende enorme omvang van de kiezen.

## Beschrijving

Profiel van de schedel in vooraanzicht

### Grootte en onderscheidende kenmerken
De schedel heeft een herseninhoud van 1420 cc. Dat duidt op een lichaamsgrootte die ongeveer gelijk was aan de moderne mens. De schedel is lang en robuust en Homo longi kan dus in zijn hele postuur zwaargebouwd zijn geweest.
De vondst toont geen autapomorfieën, unieke afgeleide eigenschappen. Wel is een unieke combinatie van op zich niet unieke kenmerken aanwezig. Het is een mensachtige met een massieve omvang en een schedel met een zeer grote maximale lengte, lengte tussen neusbrug en achterhoofd en breedte over de wenkbrauwwallen gemeten. Het schedeldak is lang en laag met een wijkend voorhoofd, een uniform gebogen profiel van het wandbeen en een afgerond achterhoofd. Het schedeldak draagt geen middenkam. Het bovenste gezicht is extreem breed met grote en bijna vierkante oogkassen. De hoogte van het gezicht is gering ten opzichte van de bovenste breedte. De wenkbrauwwal is breed, massief ontwikkeld, en geleidelijk gebogen. De afstand tussen de ogen is groot met een zadelvormige ingesprongen neusbrug. De beenwand onder de oogkas is plat en laag, met een ondiepe verticale groeve langs de tandkas van de hoektand. Het bovenkaaksbeen is niet gezwollen. De neusopening heeft een vrijwel driehoekig profiel met een brede onderzijde. De zijwanden van de schedel lopen bijna evenwijdig, zonder zijdelingse verbreding waar de wandbeenderen uitsteken. De torus op het achterhoofd is zwak ontwikkeld, zonder groeve boven het inion. Het verhemelte is U-vormig in onderaanzicht met een ondiepe en dikke tandwal. De tandkassen van de voortanden hellen naar achteren, wat duidt op een prognathie van de voorste tandwal. Het tepelbeen is groot, naar voren en binnen gebogen. De beenplaat van het tympanicum is aan de voorste onderzijde plat en matig dik. De processus styloideus is met het tympanicum vergroeid.

### Schedel
Het hoofd is, met een lengte van 221,3 millimeter, erg groot, groter dan bij de moderne mens, archaïsche Homo sapiens, neanderthalers en zeker Homo erectus, Homo naledi of Homo floresiensis. Het wordt alleen in omvang overtroffen door sommige exemplaren van Homo heidelbergensis en Homo rhodesiensis. De herseninhoud van 1420 cc ligt boven het gemiddelde bij de huidige mens en valt binnen het bereik van neanderthalers.
Homo longi toont een mengeling van basale kenmerken, die gedeeld werden met oudere mensentypen, en afgeleide eigenschappen die verder alleen bekend zijn van Homo sapiens. Basaal is dat het schedeldak lang en laag is, zonder de moderne bolling. De wenkbrauwwal is massief en doorlopend, op de wijkende neusbrug na, en er is een sterke insnoering erachter. De wal was ook van buiten naar binnen zeer dik. Het grote hersenvolume wordt mogelijk gemaakt door de lange zijkanten, echter zonder de moderne zijwaartse extra verbreding.
Overeenkomend met Homo sapiens is de geringe hoogte van het gezicht. Die weerspiegelt zich in een gedeelde meer horizontale lijn tussen het basion, het punt op de voorrand van het achterhoofdsgat, en het nasion, de punt op de neuswortel. De wand van de bovenkaak is plat, zonder veel verticale groeven. De bovenkaak steekt ook weinig naar voren. Bij dit alles is de overeenkomst nauwer met de archaïsche H. sapiens, dus oudere varianten, dan met nu levende mensen.
Homo longi is duidelijk meer afgeleid dan H. erectus. Hij mist de voor die laatste typische ronde structuren, tori, op de slapen en het achterhoofd, dat ook veel afgeronder is, zonder de plotse knik bij H. erectus. De onderzijde van de schedel is veel vlakker. Ondanks de robuustheid is de schedel dus wellicht niet zeer gespierd. Het gezicht heeft niet de grote lengte en vooruit stekende kaken; verder ontbreekt een zeer extreme insnoering achter de oogkassen. In deze trekken wijkt H. longi ook af van H. heidelbergensis of H. rhodesiensis. Die laatste twee hebben ook lange schedels maar die steken meer naar boven, tot haast een kiel. Een ander verschil is het ontbreken van een zwelling van de zone onder de jukbeenderen. Die hebben neanderthalers dan weer wel, alsmede een sterkere insnoering achter de oogkassen en een sterker naar voren stekend gezicht. De enige nog aanwezige kies is veel groter dan normaal voor neanderthalers. Een overeenkomst is echter de dikke wenkbrauwwal. Homo antecessor heeft een veel kleinere, minder robuuste en smallere schedel.
Belangrijk is het verschil met de Dalimens, welke immers moet aantonen dat het gerechtvaardigd was om van een aparte soort te spreken. H. longi heeft een bovenaan minder overdwars versmald schedeldak. Zijn oogkassen zijn vierkanter en groter. Zijn wenkbrauwwallen zijn dunner, gladder, minder gebogen en aan de zijkanten juist minder verdund. Er zijn ook andere fossiele schedels uit China waarmee vergeleken kan worden. Een daarvan is gevonden bij Jinniushan: de Jinniushanmens. De hersenpan van H. longi is niet veel ruimer maar wel een stuk robuuster. De bovenkaken zijn vooraan een stuk breder. De kies is veel groter. De wenkbrauwwallen zijn dikker. Ook hiermee vergeleken zijn de oogkassen weer groter en vierkanter. Een volgende schedel is die beschreven uit Hualongdong. H. longi heeft een veel breder voorhoofd, en dunnere en vlakkere wenkbrauwwallen. Het gezicht is korter en breder met een wijdere neusopening. De groeven boven de hoektanden zijn dieper. Dit kan ten dele komen omdat deze schedel vermoedelijk van een puber is. Er is ook een schedel gevonden bij Xuchang. Daarmee vergeleken heeft H. longi een duidelijk kleinere herseninhoud, een hoger en smaller schedeldak, dikkere beenwanden, dikkere wenkbrauwwallen en veel grotere tepelbeenderen. Een laatste vergelijkingsmateriaal bestaat uit een stuk schedel gevonden bij Mamba, specimen IVPP AN629. Dat toont een dunnere en meer gebogen wenkbrauwwal, een meer vooruitstekende neus, en dunner voorhoofdsbeen alsmede wandbeen. Deze schedel lijkt sterk op die van een neanderthaler.

## Fylogenie

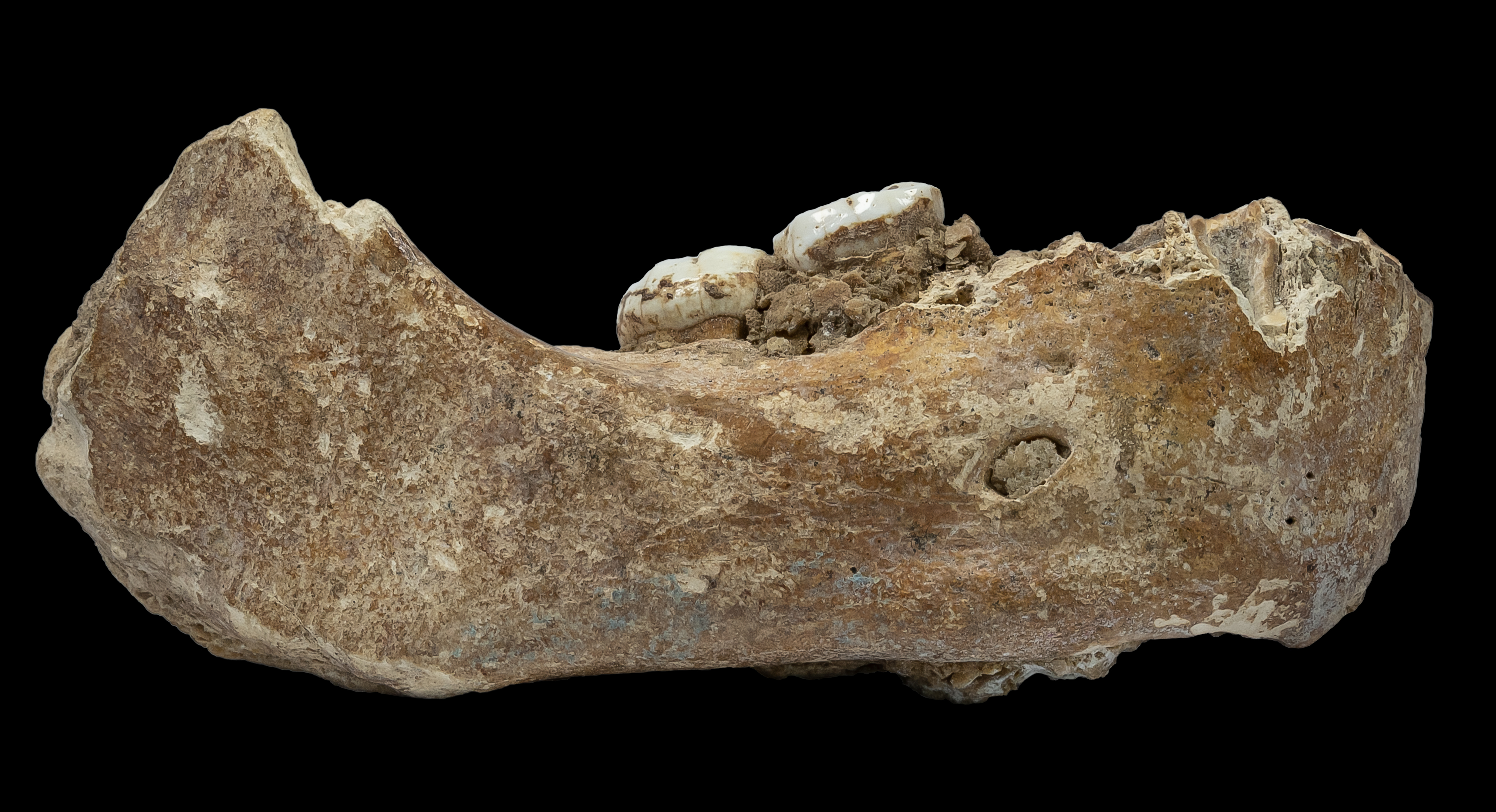
De kaak van Xiahe werd onder voorbehoud aan H. longi toegewezen

Homo longi werd in 2021 in de Hominini geplaatst.
De verwantschappen met andere vondsten werden in 2021 bepaald door een kladistische analyse van de bouw, waarin berekend werd welke stamboom het minste aantal evolutionaire veranderingen vooronderstelde en dus het waarschijnlijkst was. De stamboom wordt getoond door het volgende kladogram:
|  | Dalimens                                                           |
|  |                                                                    |
|  | \| \| Xiahe-onderkaak \| \| \| \| \| \| Harbin-schedel \| \| \| \| |
|  |                                                                    |
|  | Xiahe-onderkaak                                                    |
|  |                                                                    |
|  | Harbin-schedel                                                     |
|  |                                                                    |

|  | Xiahe-onderkaak |
|  |                 |
|  | Harbin-schedel  |
|  |                 |

|  | Dalimens                                                           |
|  |                                                                    |
|  | \| \| Xiahe-onderkaak \| \| \| \| \| \| Harbin-schedel \| \| \| \| |
|  |                                                                    |
|  | Xiahe-onderkaak                                                    |
|  |                                                                    |
|  | Harbin-schedel                                                     |
|  |                                                                    |

|  | Xiahe-onderkaak |
|  |                 |
|  | Harbin-schedel  |
|  |                 |

|  | Dalimens                                                           |
|  |                                                                    |
|  | \| \| Xiahe-onderkaak \| \| \| \| \| \| Harbin-schedel \| \| \| \| |
|  |                                                                    |
|  | Xiahe-onderkaak                                                    |
|  |                                                                    |
|  | Harbin-schedel                                                     |
|  |                                                                    |

|  | Xiahe-onderkaak |
|  |                 |
|  | Harbin-schedel  |
|  |                 |

|  | Dalimens                                                           |
|  |                                                                    |
|  | \| \| Xiahe-onderkaak \| \| \| \| \| \| Harbin-schedel \| \| \| \| |
|  |                                                                    |
|  | Xiahe-onderkaak                                                    |
|  |                                                                    |
|  | Harbin-schedel                                                     |
|  |                                                                    |

|  | Xiahe-onderkaak |
|  |                 |
|  | Harbin-schedel  |
|  |                 |

|  | Dalimens                                                           |
|  |                                                                    |
|  | \| \| Xiahe-onderkaak \| \| \| \| \| \| Harbin-schedel \| \| \| \| |
|  |                                                                    |
|  | Xiahe-onderkaak                                                    |
|  |                                                                    |
|  | Harbin-schedel                                                     |
|  |                                                                    |

|  | Xiahe-onderkaak |
|  |                 |
|  | Harbin-schedel  |
|  |                 |

|  | Dalimens                                                           |
|  |                                                                    |
|  | \| \| Xiahe-onderkaak \| \| \| \| \| \| Harbin-schedel \| \| \| \| |
|  |                                                                    |
|  | Xiahe-onderkaak                                                    |
|  |                                                                    |
|  | Harbin-schedel                                                     |
|  |                                                                    |

|  | Xiahe-onderkaak |
|  |                 |
|  | Harbin-schedel  |
|  |                 |

|  | Dalimens                                                           |
|  |                                                                    |
|  | \| \| Xiahe-onderkaak \| \| \| \| \| \| Harbin-schedel \| \| \| \| |
|  |                                                                    |
|  | Xiahe-onderkaak                                                    |
|  |                                                                    |
|  | Harbin-schedel                                                     |
|  |                                                                    |

|  | Xiahe-onderkaak |
|  |                 |
|  | Harbin-schedel  |
|  |                 |

|  | Dalimens                                                           |
|  |                                                                    |
|  | \| \| Xiahe-onderkaak \| \| \| \| \| \| Harbin-schedel \| \| \| \| |
|  |                                                                    |
|  | Xiahe-onderkaak                                                    |
|  |                                                                    |
|  | Harbin-schedel                                                     |
|  |                                                                    |

|  | Xiahe-onderkaak |
|  |                 |
|  | Harbin-schedel  |
|  |                 |

|  | Dalimens                                                           |
|  |                                                                    |
|  | \| \| Xiahe-onderkaak \| \| \| \| \| \| Harbin-schedel \| \| \| \| |
|  |                                                                    |
|  | Xiahe-onderkaak                                                    |
|  |                                                                    |
|  | Harbin-schedel                                                     |
|  |                                                                    |

|  | Xiahe-onderkaak |
|  |                 |
|  | Harbin-schedel  |
|  |                 |

|  | Dalimens                                                           |
|  |                                                                    |
|  | \| \| Xiahe-onderkaak \| \| \| \| \| \| Harbin-schedel \| \| \| \| |
|  |                                                                    |
|  | Xiahe-onderkaak                                                    |
|  |                                                                    |
|  | Harbin-schedel                                                     |
|  |                                                                    |

|  | Xiahe-onderkaak |
|  |                 |
|  | Harbin-schedel  |
|  |                 |

|  | Dalimens                                                           |
|  |                                                                    |
|  | \| \| Xiahe-onderkaak \| \| \| \| \| \| Harbin-schedel \| \| \| \| |
|  |                                                                    |
|  | Xiahe-onderkaak                                                    |
|  |                                                                    |
|  | Harbin-schedel                                                     |
|  |                                                                    |

|  | Xiahe-onderkaak |
|  |                 |
|  | Harbin-schedel  |
|  |                 |

|  | Dalimens                                                           |
|  |                                                                    |
|  | \| \| Xiahe-onderkaak \| \| \| \| \| \| Harbin-schedel \| \| \| \| |
|  |                                                                    |
|  | Xiahe-onderkaak                                                    |
|  |                                                                    |
|  | Harbin-schedel                                                     |
|  |                                                                    |

|  | Xiahe-onderkaak |
|  |                 |
|  | Harbin-schedel  |
|  |                 |

|  | Dalimens                                                           |
|  |                                                                    |
|  | \| \| Xiahe-onderkaak \| \| \| \| \| \| Harbin-schedel \| \| \| \| |
|  |                                                                    |
|  | Xiahe-onderkaak                                                    |
|  |                                                                    |
|  | Harbin-schedel                                                     |
|  |                                                                    |

|  | Xiahe-onderkaak |
|  |                 |
|  | Harbin-schedel  |
|  |                 |

|  | Dalimens                                                           |
|  |                                                                    |
|  | \| \| Xiahe-onderkaak \| \| \| \| \| \| Harbin-schedel \| \| \| \| |
|  |                                                                    |
|  | Xiahe-onderkaak                                                    |
|  |                                                                    |
|  | Harbin-schedel                                                     |
|  |                                                                    |

|  | Xiahe-onderkaak |
|  |                 |
|  | Harbin-schedel  |
|  |                 |

|  | Dalimens                                                           |
|  |                                                                    |
|  | \| \| Xiahe-onderkaak \| \| \| \| \| \| Harbin-schedel \| \| \| \| |
|  |                                                                    |
|  | Xiahe-onderkaak                                                    |
|  |                                                                    |
|  | Harbin-schedel                                                     |
|  |                                                                    |

|  | Xiahe-onderkaak |
|  |                 |
|  | Harbin-schedel  |
|  |                 |

|  | Dalimens                                                           |
|  |                                                                    |
|  | \| \| Xiahe-onderkaak \| \| \| \| \| \| Harbin-schedel \| \| \| \| |
|  |                                                                    |
|  | Xiahe-onderkaak                                                    |
|  |                                                                    |
|  | Harbin-schedel                                                     |
|  |                                                                    |

|  | Xiahe-onderkaak |
|  |                 |
|  | Harbin-schedel  |
|  |                 |

|  | Dalimens                                                           |
|  |                                                                    |
|  | \| \| Xiahe-onderkaak \| \| \| \| \| \| Harbin-schedel \| \| \| \| |
|  |                                                                    |
|  | Xiahe-onderkaak                                                    |
|  |                                                                    |
|  | Harbin-schedel                                                     |
|  |                                                                    |

|  | Xiahe-onderkaak |
|  |                 |
|  | Harbin-schedel  |
|  |                 |

|  | Dalimens                                                           |
|  |                                                                    |
|  | \| \| Xiahe-onderkaak \| \| \| \| \| \| Harbin-schedel \| \| \| \| |
|  |                                                                    |
|  | Xiahe-onderkaak                                                    |
|  |                                                                    |
|  | Harbin-schedel                                                     |
|  |                                                                    |

|  | Xiahe-onderkaak |
|  |                 |
|  | Harbin-schedel  |
|  |                 |

|  | Dalimens                                                           |
|  |                                                                    |
|  | \| \| Xiahe-onderkaak \| \| \| \| \| \| Harbin-schedel \| \| \| \| |
|  |                                                                    |
|  | Xiahe-onderkaak                                                    |
|  |                                                                    |
|  | Harbin-schedel                                                     |
|  |                                                                    |

|  | Xiahe-onderkaak |
|  |                 |
|  | Harbin-schedel  |
|  |                 |

|  | Dalimens                                                           |
|  |                                                                    |
|  | \| \| Xiahe-onderkaak \| \| \| \| \| \| Harbin-schedel \| \| \| \| |
|  |                                                                    |
|  | Xiahe-onderkaak                                                    |
|  |                                                                    |
|  | Harbin-schedel                                                     |
|  |                                                                    |

|  | Xiahe-onderkaak |
|  |                 |
|  | Harbin-schedel  |
|  |                 |

|  | Dalimens                                                           |
|  |                                                                    |
|  | \| \| Xiahe-onderkaak \| \| \| \| \| \| Harbin-schedel \| \| \| \| |
|  |                                                                    |
|  | Xiahe-onderkaak                                                    |
|  |                                                                    |
|  | Harbin-schedel                                                     |
|  |                                                                    |

|  | Xiahe-onderkaak |
|  |                 |
|  | Harbin-schedel  |
|  |                 |

|  | Dalimens                                                           |
|  |                                                                    |
|  | \| \| Xiahe-onderkaak \| \| \| \| \| \| Harbin-schedel \| \| \| \| |
|  |                                                                    |
|  | Xiahe-onderkaak                                                    |
|  |                                                                    |
|  | Harbin-schedel                                                     |
|  |                                                                    |

|  | Xiahe-onderkaak |
|  |                 |
|  | Harbin-schedel  |
|  |                 |

|  | Dalimens                                                           |
|  |                                                                    |
|  | \| \| Xiahe-onderkaak \| \| \| \| \| \| Harbin-schedel \| \| \| \| |
|  |                                                                    |
|  | Xiahe-onderkaak                                                    |
|  |                                                                    |
|  | Harbin-schedel                                                     |
|  |                                                                    |

|  | Xiahe-onderkaak |
|  |                 |
|  | Harbin-schedel  |
|  |                 |

|  | Dalimens                                                           |
|  |                                                                    |
|  | \| \| Xiahe-onderkaak \| \| \| \| \| \| Harbin-schedel \| \| \| \| |
|  |                                                                    |
|  | Xiahe-onderkaak                                                    |
|  |                                                                    |
|  | Harbin-schedel                                                     |
|  |                                                                    |

|  | Xiahe-onderkaak |
|  |                 |
|  | Harbin-schedel  |
|  |                 |

|  | Dalimens                                                           |
|  |                                                                    |
|  | \| \| Xiahe-onderkaak \| \| \| \| \| \| Harbin-schedel \| \| \| \| |
|  |                                                                    |
|  | Xiahe-onderkaak                                                    |
|  |                                                                    |
|  | Harbin-schedel                                                     |
|  |                                                                    |

|  | Xiahe-onderkaak |
|  |                 |
|  | Harbin-schedel  |
|  |                 |

|  | Dalimens                                                           |
|  |                                                                    |
|  | \| \| Xiahe-onderkaak \| \| \| \| \| \| Harbin-schedel \| \| \| \| |
|  |                                                                    |
|  | Xiahe-onderkaak                                                    |
|  |                                                                    |
|  | Harbin-schedel                                                     |
|  |                                                                    |

|  | Xiahe-onderkaak |
|  |                 |
|  | Harbin-schedel  |
|  |                 |

|  | Dalimens                                                           |
|  |                                                                    |
|  | \| \| Xiahe-onderkaak \| \| \| \| \| \| Harbin-schedel \| \| \| \| |
|  |                                                                    |
|  | Xiahe-onderkaak                                                    |
|  |                                                                    |
|  | Harbin-schedel                                                     |
|  |                                                                    |

|  | Xiahe-onderkaak |
|  |                 |
|  | Harbin-schedel  |
|  |                 |

|  | Dalimens                                                           |
|  |                                                                    |
|  | \| \| Xiahe-onderkaak \| \| \| \| \| \| Harbin-schedel \| \| \| \| |
|  |                                                                    |
|  | Xiahe-onderkaak                                                    |
|  |                                                                    |
|  | Harbin-schedel                                                     |
|  |                                                                    |

|  | Xiahe-onderkaak |
|  |                 |
|  | Harbin-schedel  |
|  |                 |

|  | Dalimens                                                           |
|  |                                                                    |
|  | \| \| Xiahe-onderkaak \| \| \| \| \| \| Harbin-schedel \| \| \| \| |
|  |                                                                    |
|  | Xiahe-onderkaak                                                    |
|  |                                                                    |
|  | Harbin-schedel                                                     |
|  |                                                                    |

|  | Xiahe-onderkaak |
|  |                 |
|  | Harbin-schedel  |
|  |                 |

|  | Dalimens                                                           |
|  |                                                                    |
|  | \| \| Xiahe-onderkaak \| \| \| \| \| \| Harbin-schedel \| \| \| \| |
|  |                                                                    |
|  | Xiahe-onderkaak                                                    |
|  |                                                                    |
|  | Harbin-schedel                                                     |
|  |                                                                    |

|  | Xiahe-onderkaak |
|  |                 |
|  | Harbin-schedel  |
|  |                 |

|  | Dalimens                                                           |
|  |                                                                    |
|  | \| \| Xiahe-onderkaak \| \| \| \| \| \| Harbin-schedel \| \| \| \| |
|  |                                                                    |
|  | Xiahe-onderkaak                                                    |
|  |                                                                    |
|  | Harbin-schedel                                                     |
|  |                                                                    |

|  | Xiahe-onderkaak |
|  |                 |
|  | Harbin-schedel  |
|  |                 |

|  | Dalimens                                                           |
|  |                                                                    |
|  | \| \| Xiahe-onderkaak \| \| \| \| \| \| Harbin-schedel \| \| \| \| |
|  |                                                                    |
|  | Xiahe-onderkaak                                                    |
|  |                                                                    |
|  | Harbin-schedel                                                     |
|  |                                                                    |

|  | Xiahe-onderkaak |
|  |                 |
|  | Harbin-schedel  |
|  |                 |

Homo longi is volgens deze uitkomst een vertegenwoordiger van een tak die de zustergroep is van de moderne mens. Zo'n honderdduizend jaar geleden zouden dan nog minstens drie mensensoorten gelijkertijd op Aarde geleefd hebben.

## Denisovamens
Fylogenetische analyses op basis van het DNA leveren overigens een andere stamboom op. De Xiahe-kaak is wat dat betreft in verband gebracht met de Denisovamens, maar is tevens morfologisch verbonden met H. longi. Dit doet vermoeden dat H. longi en de Denisovamens dezelfde of in ieder geval nauw verwante mensensoorten waren.